# 西单商场
39°54′40″N 116°22′06″E / 39.91102°N 116.36831°E

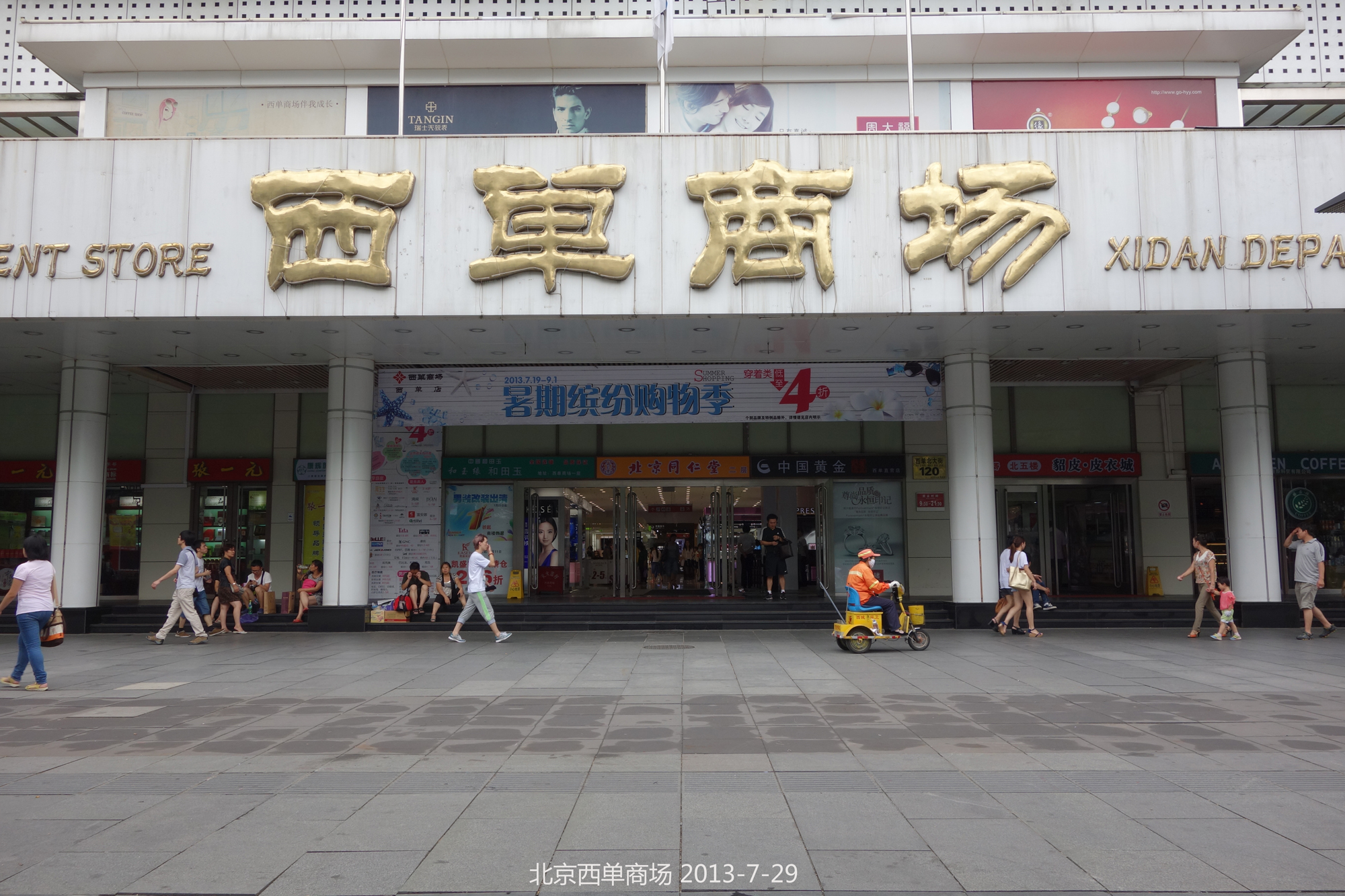
西单商场入口（2013年摄）

西单商场，位于北京市西城区西单北大街120号，是一家老字号商业企业。

## 歷史革沿
1930年起，厚德商场、福寿商场、益德商场、临时商场、惠德商场、福德商场共六个商场统称为西单商场，成为北京西城的商业中心和文化中心。当时，曲艺和戏曲演员马连良、金少山、侯宝林、郭全宝、魏喜奎、骆玉笙等均曾于西单商场学艺、演出。
1949年，中华人民共和国成立后，西单商场实行公私合营，最终成为统一管理的国营商场。
1972年，西单商场的员工们自己设计并施工建造了号称“争气楼”的西单商场营业大楼。
1978年，该大楼正式对外营业，西单商场跻身北京市的四大商场之一（其他三大商场是北京市百货大楼、隆福大厦、东安市场）。改革开放之后，西单商场首创了“引厂进店”模式，首先实行了承包制并推进了内部机制改革，销售业绩居于中国大陆商业企业前茅。
1986年至1993年，西单商场连续8年成为北京市大型百货商场年销售额头名，并且还成了北京市第一家年销售额超过10亿元人民币的单体店。
1991年，北京市批准西单商场计划单列，同年9月北京西单商场集团成立。
1993年，西单商场进行了股份制改造。
1994年至1995年，西单商场大楼进行首次大规模改造，成为当时北京市最大的百货商场。
1996年，西单商场股票于上海证券交易所上市。
1996年至2002年，西单商场连续7年成为北京市单体店年销售额头名。
2003年，其财报显示，该年度西单商场营业收入11亿元，利润额却是-1.7亿元。2003年底，西单商场大楼实现了第二次大规模改造。
2001年10月，igo5网站成立，是西单电子商务有限公司的主营业务，上市公司西单商场投资800万元并持80%的股权，北京西单友谊集团投资100万元占10%股份，网站CEO由原8848总裁王峻涛担任。西单商场成立西单电子商务有限公司是为建设一个面向消费者个人、消费品厂商和商业企业的互联网商业企业，扩大西单商场的市场占有率及品牌知名度。但igo5网站2002年销售收入2009万元，亏损985万元；
2003年销售收入988万元，亏损595万元。
2004年7月2日，西单商场公告称，将原定投入改造西单商场互联网络中心（即西单电子商务有限公司的前身）项目中尚未使用的2200万元变更为投资西宁西单商场商业有限公司（暂定名）项目。根据拟定的清算工作程序，北京西单友谊集团已预先构建了北京西单友谊集团电子商务部，将igo5团队和平台转入该部。清算完成后，将结束西单电子商务有限公司。
2004年12月，西单商场成立青海西单商场有限公司，该公司随后陆续在西宁开办创新百货店、城南超市店，以及格尔木西单商场超市店，但连年亏损严重。
2008年，关闭了青海创新百货店，西单商场对兰州、新疆等外埠百货店进行错位调整。西单商场旗下的河北金鹰食品有限公司，累计亏损已超1亿元，公司被迫在2009年3月拍卖其部分资产。同期利润总额亏损1629.0万元，净利润亏损3055.0万元。2009年，公司加强对外埠主业门店的指导，新疆、成都、兰州三家门店2009年实现营业收入5.85亿元，利润2243.4万元；公司坚持法雅体育和西羽戎腾专营专卖连锁的发展。
2009年，实现销售6.46亿元，实现利润2413.52万元，店铺规模分别为205家和10家；皂君庙购物中心经三年业态调整，改变了2005年经营超市全年亏损上千万元的局面。北京友谊商店、北京万方西单商场、河北金鹰食品、青海西单商场、四川金鹏食品等5家公司仍亏损，亏损总额2792万元。
2010年，西单商场正式将皂君庙购物中心交法雅公司全权管理。但是，根据该年报显示，在西单商场12家控股公司及参股公司中，西单商场发布年报显示，公司在2009年扭亏为盈，营业收入24.86亿元，较2008年同期上涨6.87%；利润总额4974.4万元，净利润3020.6万元。西单商场在北京开办第一家百货门店——十里堡西单商场。
2011年6月，北京首商集团股份有限公司（前身即北京市西单商场股份有限公司）开始对青海西单商场进行清算工作。
2016年1月，西单商场位于十里堡的门店——十里堡西单商场关停，商场所在物业由北京万科收购，从商业业态改建为写字楼。2016年10月10日，西单商业文化博物馆正式开馆，西单由此成为中国著名商业街区中第一个建立商业博物馆的商业区。西单商业文化博物馆位于西单商场南5层，建筑面积500多平方米，分为序厅、印象西单、发展西单、时尚西单、多功能交流区等5个部分，通过商业溯源、牌匾文化、诚信为本、历史传承等板块展现了西单商业文化的发展过程。
2021年，王府井集团正式吸收合并首商股份，西单商场成为王府井集团成员，并计划升级改造。
2024年，西单商场将闭店并在春节前动工改造，将降低整体建筑高度，并减少营业面积，力争2025年底以购物中心面貌全新亮相。